# Kolozsvár köztéri szobrai

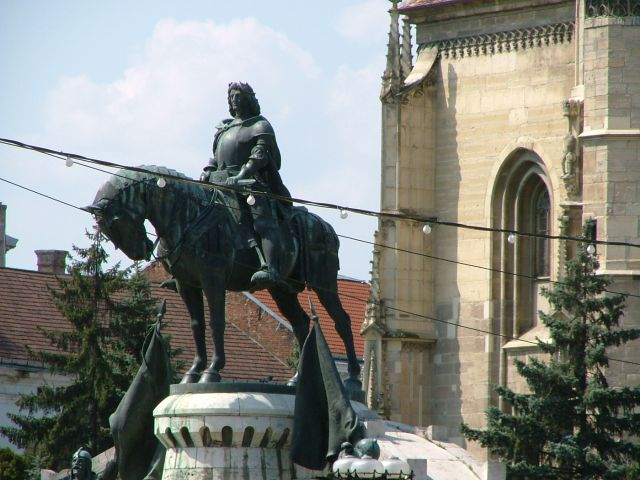
Mátyás király emlékműve

Márton Áron szobra

Kolozsvár köztéri szobrai jellemzően a belvárosban és a sétatéren találhatóak. Keletkezési idejüket tekintve a 18–21. század alkotásai. Számos szobor található a házsongárdi temetőben is, de ezeket a cikk nem tartalmazza.

## Fő tér

### Mátyás király emlékműve
A Mátyás király emlékmű Fadrusz János leghíresebb alkotása, egyben Kolozsvár egyik közismert jelképe. A város főterén, a Szent Mihály-templom mellett álló mű elkészítését Nagy Lajos, az unitárius kollégium tanára indítványozta a városi közgyűlésnek 1882. július 22-én. Az alapkövet a millenniumi ünnepségek keretében, 1892. szeptember 30-án helyezték el, az emlékművet 1902. október 30-án avatták fel. Lyka Károly szerint, aki többször is írt az alkotásról, ez az első monumentális magyar szobor.

### Márton Áron szobra
A Szent Mihály templom bejárata mellett álló Márton Áron szobor elkészítésére a plébánia 2001-ben pályázatot írt ki, amelyet Bocskai Vince szovátai művész nyert el. A szobrot – a városi tanács által támasztott adminisztrációs nehézségek megoldása után – 2009. február 28-án avatták fel, a gyulafehérvári püspökség megalapításának 1000., a Szent Mihály-templom fennállásának 670., illetve Márton Áron püspökké szentelésének 70. évfordulója alkalmával.

### A forradalmárok emlékműve
Az 1989-es romániai forradalom során Kolozsvár főterén tizenhárman haltak meg, és huszonnyolcan megsebesültek. (A város egészében a halottak és a sebesültek száma 26 és 57 volt.) Nekik állít emléket Liviu Mocan 2003-ban felállított alkotása, amely hét hengerből áll. A hengereken golyónyomok láthatóak, magasságuk 2,5 – 3,5 méter között van.

## Farkas utca és környéke

### Szent György-szobor
A Farkas utcában, a református templom előtti kis téren található sárkányölő Szent György szobra. A Kolozsvári testvérek 1373-as alkotásáról készült másolatot 1904-ben állították fel az Arany János (Lucian Blaga) téren, jelenlegi helyére 1960-ban került.

### Erdélyi iskola szoborcsoport
Az Erdélyi iskola szoborcsoport a Farkas utca elején, a Babeș–Bolyai Tudományegyetem előtt áll. Romulus Ladea alkotását, amely az erdélyi iskola mozgalom kiemelkedő tagjait (Gheorghe Șincait, Samuel Micu Kleint és Petru Maiort) ábrázolja, 1973. június 30-án, a "tanítók napján" leplezték le.

### Baba Novac szobra
Baba Novac szobra a Szabók bástyája előtt áll. Az 1,80 méter magas bronzszobrot, Virgil Fulicea alkotását, 1975-ben állították fel. A szobor azért van ezen a helyen, mert miután 1601. február 5-én Baba Novacot, Vitéz Mihály kapitányát a Fő téren kivégezték, testét a bástya elé tették ki közszemlére. 1936. május 21-én ugyanide hármas fakeresztet állítottak Baba Novac emlékére.

### Mária oszlop
A kolozsvári Mária-oszlop egy barokk fogadalmi szobor, Erdély második legrégibb köztéri szobra (Nagyszeben után). A szobrot 1744-ben Kornis Antal főkormányszéki tanácsos és felesége Petki Anna állíttatta, hálaadományként az 1738 óta tartó pestisjárvány elmúltakor.

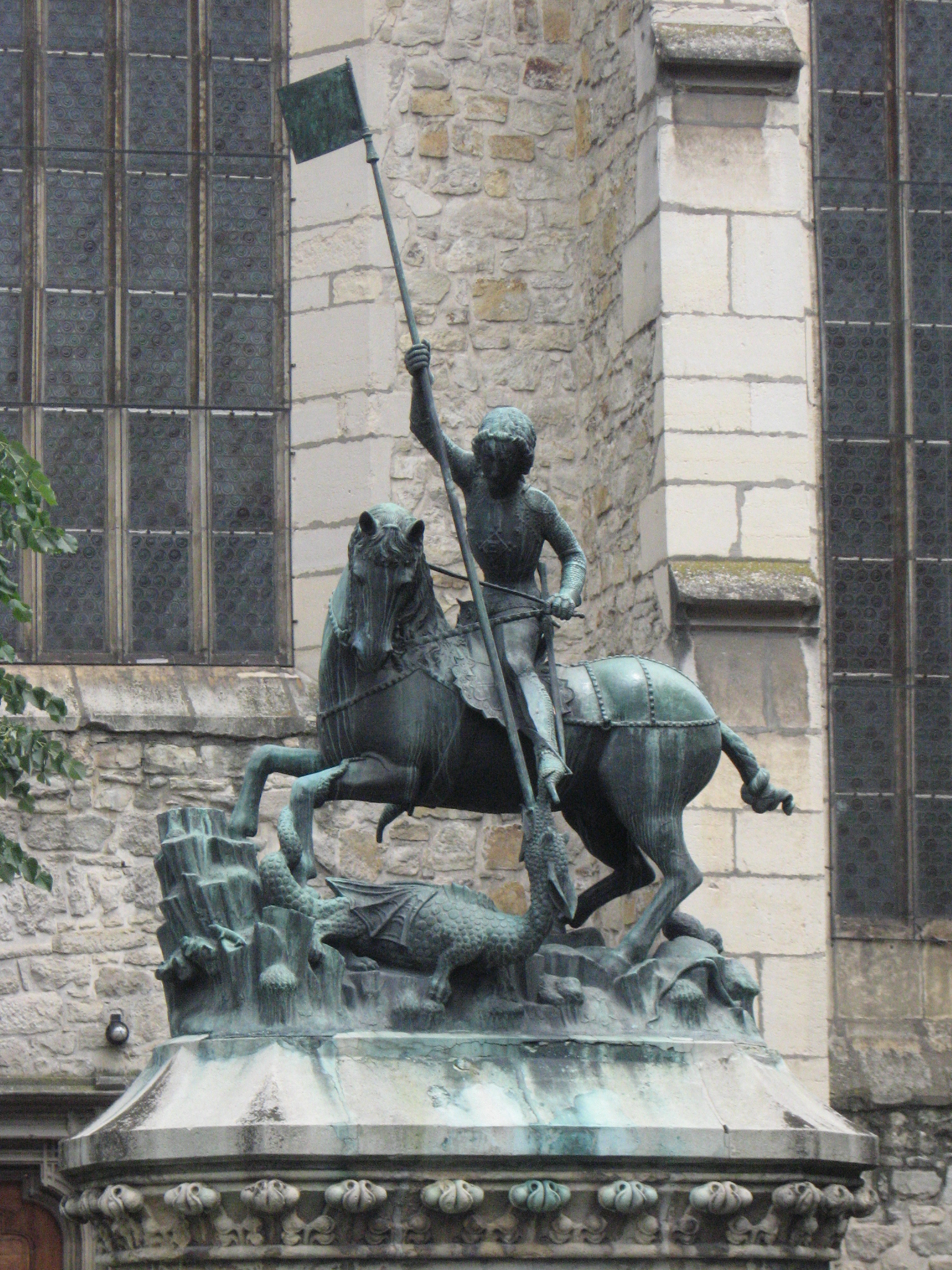
Szent György-szobor
Baba Novac szobra
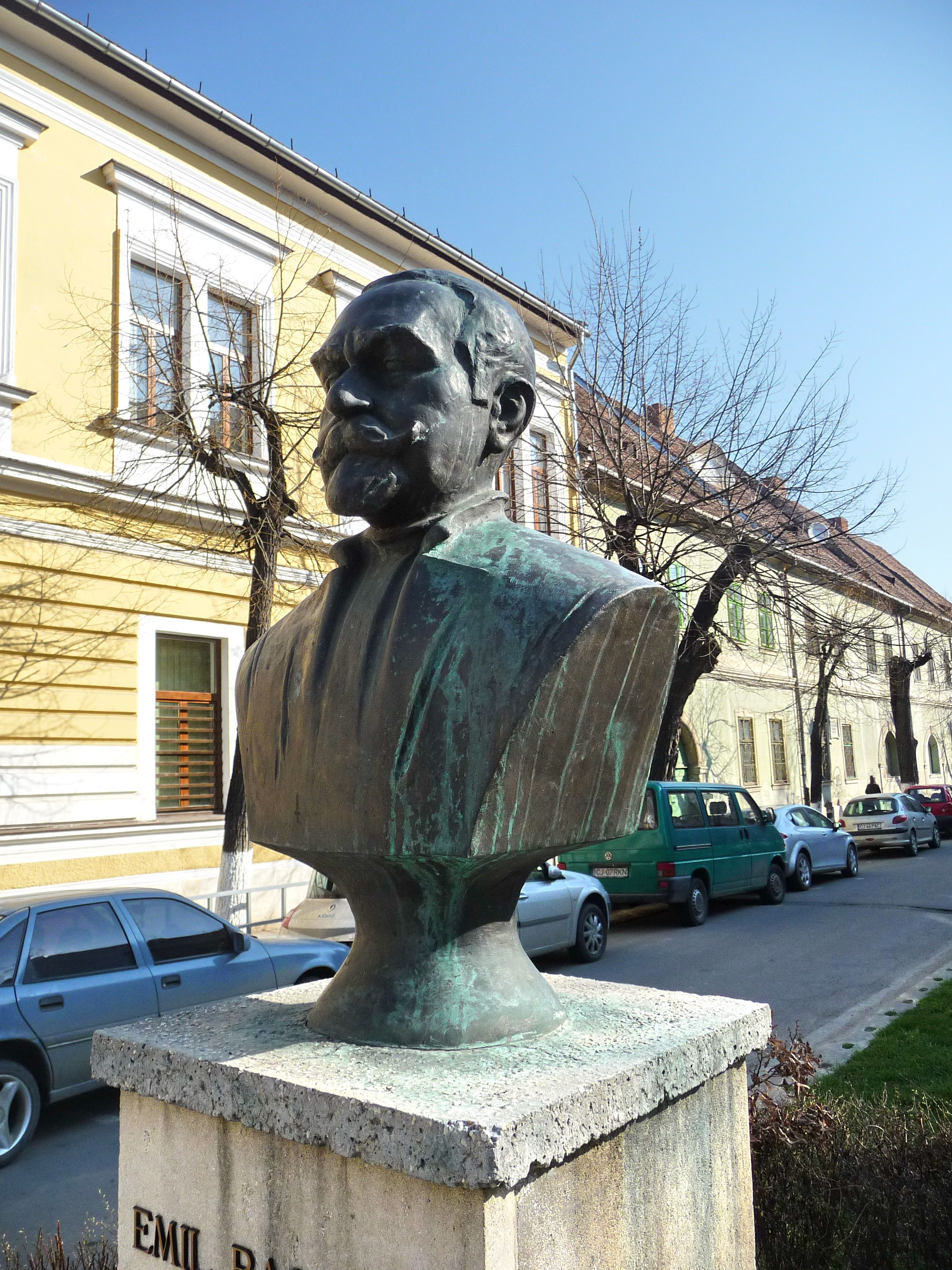
Emil Racoviță mellszobra

## Deák Ferenc utca

### Anyafarkas-szobor
Az anyafarkas-szobor a belvárosban, a Deák Ferenc utca (Bulevardul Eroilor) közepén áll. A szobrot Róma városa adta ajándékba Romániának 1921 szeptemberében. (Két további másolat Bukarestbe a Róma térre, illetve Chișinăuba került.) Az emlékmű hű mása a capitoliuminak, kiegészítve egy domborművel, amely Traianus császárt ábrázolja. Az emlékmű felirata: Alla città di Clvj, Roma Madre, MCMXXI ('Kolozsvár városának, Róma anya, 1921'). Eredetileg a Fő téren állították fel, ferdén szembe a Mátyás király-emlékművel. Az ünnepélyes leleplezés 1921. szeptember 28-án ment végbe, a város első román polgármestere, (Iulian Pop) által, 25 000 néző jelenlétében. A második bécsi döntés után a szobrot eltávolították. 1955-ben a Művészeti Múzeumba került, majd 1965-ben ismét felállították, ezúttal az egyetem Farkas utcai központi épülete elé. Itt 1973-ig maradt, amikor az Erdélyi iskola szoborcsoport került a helyére, az anyafarkast pedig ismét a fő téren, a Deák Ferenc utca torkolatában helyezték el. 1994-ben a szobrot restaurálták és a jelenlegi helyére állították, helyére Memorandisták emlékműve került.

### Memorandisták emlékműve
A Memorandisták emlékműve a Fő tér sarkán, a Deák Ferenc utca (Bulevardul Eroilor) torkolatában áll. Az 1894-es Memorandum-per 100. évfordulóján, 1994 májusában állították fel és 1994 júniusában leplezték le. Az alapozási munka során római kori öntöde maradványaira bukkantak.

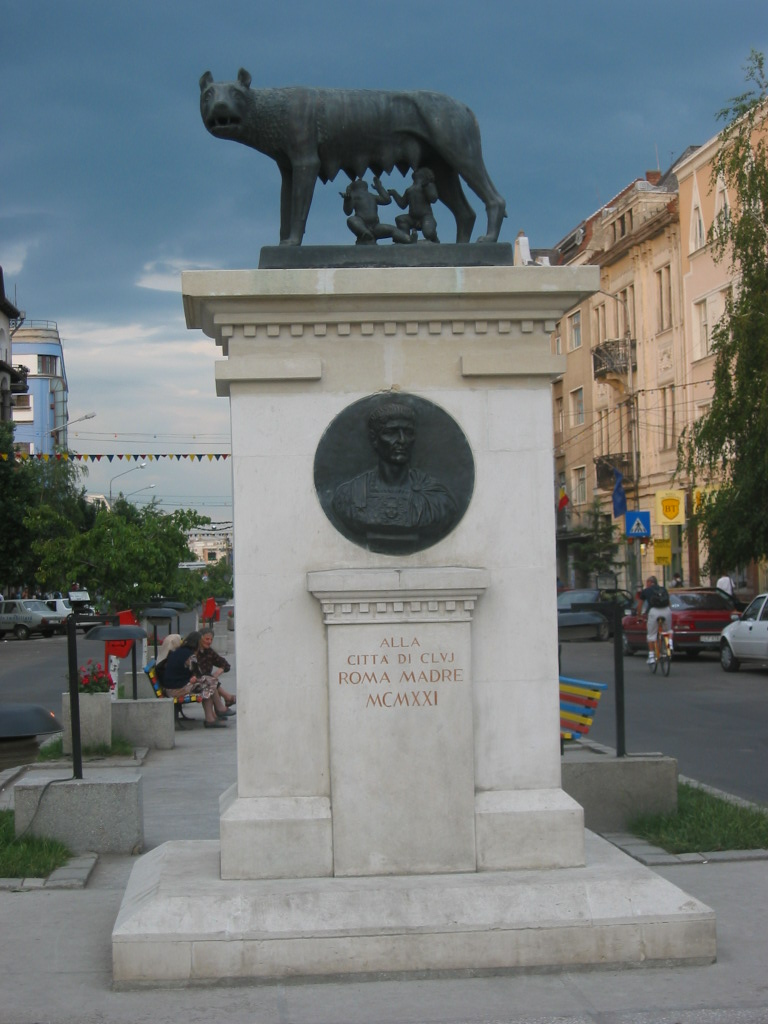
Anyafarkas-szobor
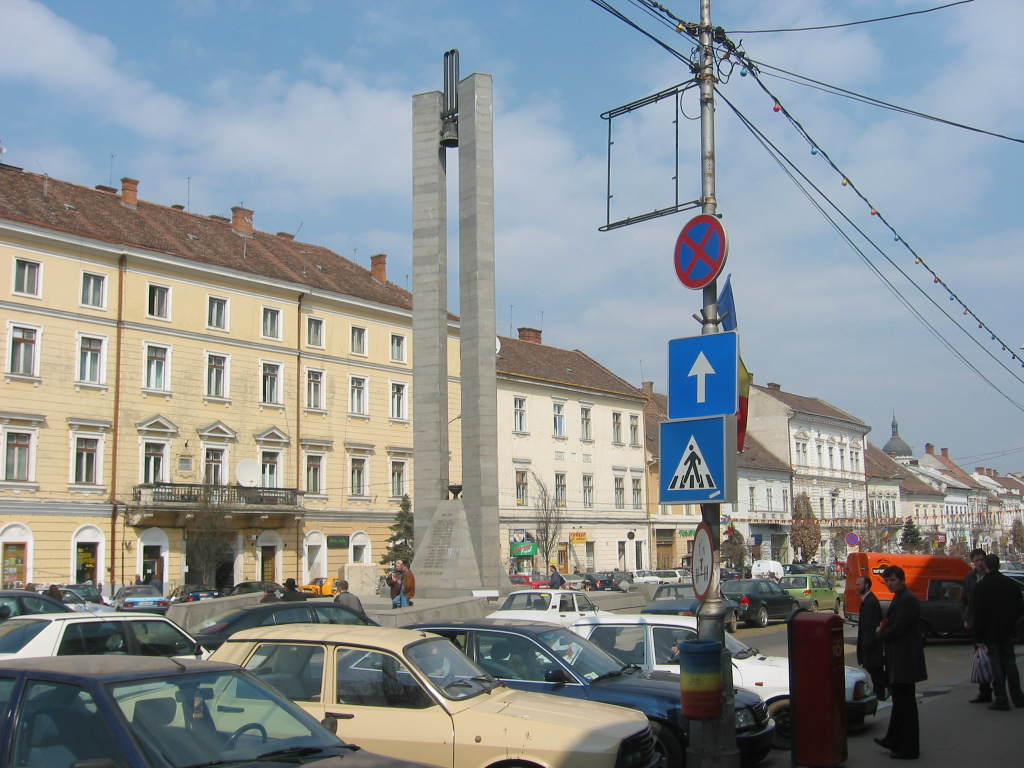
A memorandisták emlékműve

## Óvár

### Karolina-oszlop
Az Óvárban, a Karolina téren álló Karolina-oszlop I. Ferenc király és negyedik felesége, Karolina Auguszta királyné 1817-es látogatásának emlékére készült 1831-ben. Az oszlop faragása a helybeli Schindler Mihály és Antal mesterek műve, a sasok vaskoszorúját Henczenberger János lakatos készítette. A domborművek Josef Klieber bécsi szobrász alkotásai. Az emlékoszlop eredetileg a főtéren állt, és 1898-ban került a jelenlegi helyére.

### Ion Luca Caragiale szobra
Ion Luca Caragiale szobra a Caragiale-parkban található, a Malomárok partján. A parkot 1952. február 1-jén avatták fel a főposta épülete mögött. A Ion Irimescu által készített szobrot az író születésének századik évfordulójára, 1957-ben állították fel.

### Holokauszt-emlékmű
2014-ben holokauszt-emlékművet állítottak fel a Caragiale-parkban. A Lövith Marc Egon kolozsvári szobrászművész tervei alapján Kolozsi Tibor által készített alkotást 2014. május 27-én avatták fel.

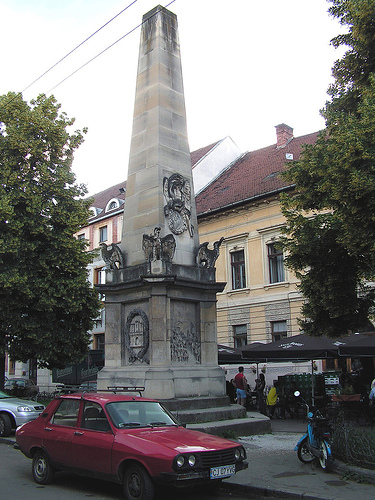
Karolina-oszlop
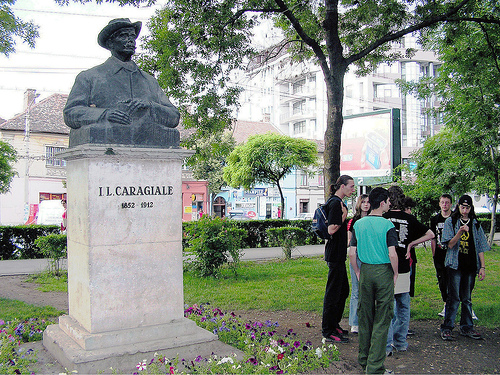
Ion Luca Caragiale szobra
Holokauszt-emlékmű

## Széchenyi tér

### Mihály vajda
Mihály vajda szobra 1976 óta áll a Széchenyi téren, amely ma az ő nevét viseli (Piața Mihai Viteazul). A 4,70 méter magas talapzaton álló 7 méteres lovasszobor Marius Butunoiu alkotása. A talapzat alapozásán álló domborművek a fejedelemnek a törökökkel vívott csatáit ábrázolják, valamint Moldva, Havasalföld és Erdély egyesítését. A talapzaton az uralkodó címere látható.

## Bocskai tér és környéke

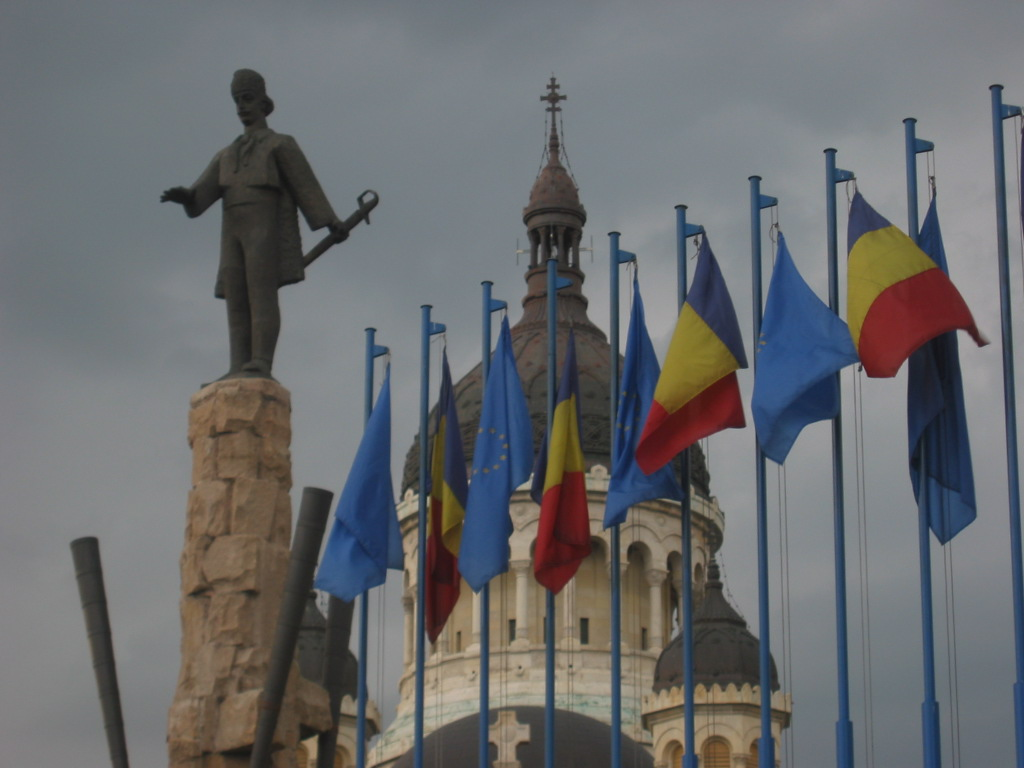
Avram Iancu szobra

### Avram Iancu szobra
Avram Iancu szobra a Bocskai (utóbb Győzelem, jelenleg Avram Iancu) téren áll, az ortodox katedrális előtt. Ilie Berindei alkotását 1993. december 1-jén avatták fel. A szobor művészi értékét erősen vitatják. 2007 júliusában a Clujeanul című hetilap és a MindBomb akciócsoport a szobor eltávolítását kezdeményezte.

### Mihai Eminescu és Lucian Blaga szobrai
A Lucian Blaga Nemzeti Színház bejárata előtt a román irodalom két jelentős alakjának szobra áll. A Mihai Eminescut ábrázoló alkotás, Ovidiu Maitec műve, 1976-ban került a helyére, a Romulus Ladea által készített Lucian Blaga-szobor pedig 1986-ban.

Bethlen Gábor szobra

### Bethlen Gábor
2013. október 23-án, Bethlen Gábor beiktatásának 400. évfordulóján avatták fel az alsóvárosi református templom udvarán a fejedelem szobrát, Péterfy László alkotását.

## Sétatér
1967. február 10-én a sétatéren a román irodalom két neves erdélyi képviselőjének, George Coșbucnak és Liviu Rebreanunak emeltek szobrot, előbbi Vetró Artúr, utóbbi Romulus Ladea alkotása.
2006-ra az 1956-os magyarországi forradalom erdélyi áldozatainak emlékére állítandó emlékművet terveztek a Sétatérre. A résnyire nyitott börtönajtót ábrázoló emlékművet Szakáts Béla temesvári szobrászművész készítette el. Az engedélyek elhúzódása miatt a felavatásra csak 2009. október 29-én került sor.

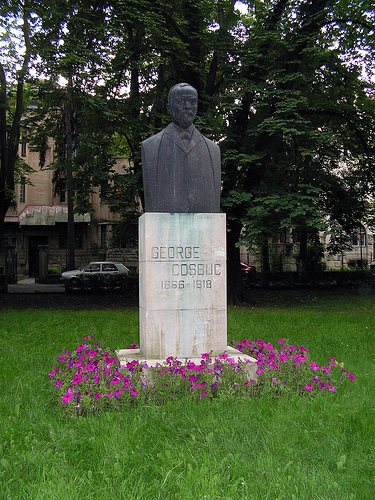
George Coșbuc szobra
Antonin Ciolan szobra
Az 1956-os emlékmű

## Egyéb helyszínek

### Dávid Ferenc szobra
Az unitárius templom mellett 2019. augusztus 17-én avatták fel Gergely Zoltán alkotását.

### Szent Donát
A Hója domboldalának egy kimagasló pontjára a 18. század végén állították fel szőlősgazdák védőszentjének, Szent Donátnak a szobrát. A szobrot az 1970-es évek elején román diákok ledöntötték, ekkor letört a feje. Id. Starmüller Géza megszervezte a helyreállítást, fia, ifj. Starmüller Géza pedig új fejet faragott a szobornak. Az 1990-es években a telek tulajdonosa bekerítette a szobrot, így sokáig nem volt megtekinthető szabadon. 2014 decemberében a restaurált szobrot a Néprajzi Múzeum Hója-tetői szabadtéri részlegének (ún. falumúzeum) területén helyezték el.

### Mária-oszlop
A barokk Mária-oszlopot 1744-ben emeltették hálaadományként, az 1738-ban kezdődött pestisjárvány végén. Anton Schuchbauer alkotása eredetileg a piarista templom előtti téren állt, 1961-ben pedig a Szentpéteri templom mögötti kertben helyezték el.

### Mikó Imre
A Mikó-kertben áll Mikó Imre szobra, Vay Miklós alkotása, amelyet az Erdélyi Múzeum-Egyesület emeltetett 1889-ben. A talapzat felirata: „Hídvégi gróf Mikó Imre, az Erdélyi Múzeum alapítója, a nemzeti tudomány nagylelkű pártfogója s buzgó művelője dicső emlékének a hálás Múzeum Egylet.”

### Horia, Cloșca és Crișan

Dávid Ferenc szobra
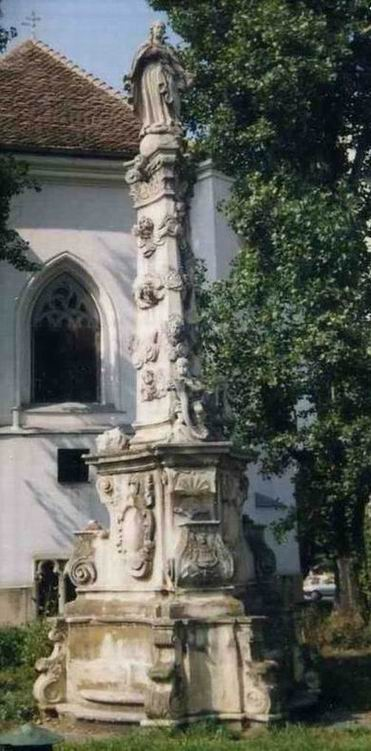
A Mária-oszlop a Szentpéteri templom mögött
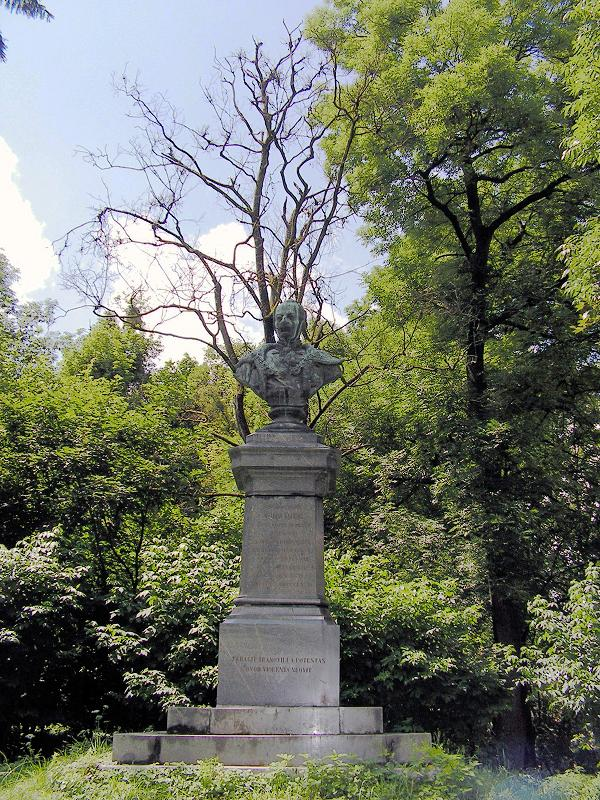
Mikó Imre szobra

## Már nem létező szobrok
A Fellegvár város felé néző oldalán 1900-ban sétányt alakítottak ki, amely a sétatérre vezetett. A sétány oldalán állt Strobl Alajos Erzsébet királynét ábrázoló mellszobra, amelyet 1901. június 16-án avattak fel. Szintén 1901-ben helyezték át a Fellegvár tetején húzódó sétányra a Magyar utcai Fejedelemkertből áthozott négy szobrot is (Árpád, Lehel, Vérbulcsú, Örs). A fejedelmek szobrait 1919-ben pusztították el, a királyné mellszobra 2011-ben a Szépművészeti Múzeum raktárából került elő.
Kolozsvári-Szeszák Ferenc A Kárpátok őre című 1914-ben készült alkotását 1915. augusztus 18-án (Ferenc József születésnapján) avatták fel. A Deák Ferenc utca elején álló szoborba a hadiárvák és özvegyek javára adakozók szegeket verhettek be. Az alkotást az 1918 decemberében bevonuló románok rombolták le. A Kárpátok őre hű másolatát először Szilvásváradon helyezték el, végül 2013 júliusában Csíkcsomortánban állították fel újra.